# Elección para gobernador de Carolina del Sur de 2010
La elección para gobernador de Carolina del Sur de 2010 se realizó el 2 de noviembre de 2010 para escoger al gobernador de Carolina del Sur en la que la republicana Nikki Haley ganó la elección. El gobernador titular Mark Sanford no pudo postularse para la gobernatura del estado debido a que la constitución estatal prohíbe un tercer término.